# تقطير الدواء
تقطير الدواء أو تنقيط الدواء، هو إعطاء الدواء، عموما في السوائل إما عن طريق القطرة أو بواسطة قسطر في مساحات أو تجاويف الجسم. القطرات قد تُعطى لمرضى العين مثل قطرات العين أو الأذن كما في قطرات الأذن أو الأنف مثل قطرات الأنف. 
وهو يختلف عن العلاج العادي في أن العلاج العادي يزول في غضون دقائق، ولكن العلاج بالتقطير يبقى في مكانه.